# اندی گرامر
اندی گرامر (انگلیسی: Andy Grammer؛ زادهٔ ۳ دسامبر ۱۹۸۳) یک موسیقی‌دان اهل ایالات متحده آمریکا است. وی از سال ۲۰۱۰ میلادی تاکنون مشغول فعالیت بوده‌است. اولین آلبوم او، اندی گرامر، در سال ۲۰۱۱ و دومین آلبومش مجله ها یا رمان ها در سال ۲۰۱۴ منتشر شده است.